# Demitz-Thumitz
Demitz-Thumitz (górnołuż. Zemicy-Tumicy) – miejscowość i gmina w Niemczech, w kraju związkowym Saksonia, w okręgu administracyjnym Drezno, w powiecie Budziszyn.